# Björn Bjarnason
Björn Bjarnason (ur. 14 listopada 1944) – islandzki polityk, od 1995 do 2002 roku minister edukacji, od 2003 do 2009 roku minister sprawiedliwości i spraw kościelnych. Jego ojcem był Bjarni Benediktsson, premier Islandii, minister sprawiedliwości i spraw kościelnych oraz burmistrz Reykjavíku.

## Życiorys
W latach 60. służył w Straży Wybrzeża Islandii. Studiował Prawo na Uniwersytecie Islandzkim od 1964 do 1971 roku. Björn był aktywnym działaczem w polityce studenckiej i po ukończeniu nauki na uczelni pracował jako dyrektor prasowy Almenna bókafélagið od 1971 do 1974 roku. W 1974 roku jako redaktor pracował dla islandzkiej gazety Vísir. W latach 1974–1975 był Zastępcą Sekretarza Generalnego w biurze premiera, w którym pracował do 1979 roku. Następnie w latach 1979–1984 został dziennikarzem dziennika Morgunblaðið, a potem do 1991 roku był zastępcą redaktora.
Björn uczęszczał 11 razy na konferencje Grupy Bilderberg. W 1991 roku został wybrany do zgromadzenia ogólnego Islandii, zwanego Althing, z ramienia Partii Niepodległości do okręgu wyborczego Reykjavík. Dnia 23 kwietnia 1995 został ministrem edukacji, piastował ten urząd do 2 marca 2002 roku. W 2002 roku przeprowadził nieudaną kampanię wyborczą do Rady Gminy miasta Reykjavík. Od 2003 do 2009 roku był ministrem sprawiedliwości i spraw kościelnych.
Jest pierwszym politykiem islandzkim prowadzącym własną stronę internetową, którą założył 19 lutego 1995 roku.